# Lepanthes
Genre
Classification phylogénétique
Lepanthes est un genre d'orchidées comptant plus de 700 espèces.

## Description
Orchidées épiphytes de petite taille.
L'inflorescence possède généralement une couronne de fleur près du sommet..
Les pétales et les lèvres sont lobées transversalement. La lèvre est spécialisée pour chaque espèce.

## Répartition
Amérique centrale, du Mexique et des Antilles, jusqu'au Brésil et en Bolivie, en Amérique du Sud.

## Liste d'espèces
Voir la liste des espèces sur le site wikipedia en espagnol